# Рей Вікторія Володимирівна
Ре́й (Ко́нонова) Вікто́рія Володи́мирівна (??? — 6 січня 2024) — волонтерка російсько-української війни, Сєвєродонецьк (нині Сіверськодонецьк), Луганська область. Засновниця та членкиня правління Громадської організації проти насильства та безкарності у війні «SEMA Ukraine».

## Життєпис
Відома волонтерка та колишня дружина Олександра Кононова, з яким разом допомагали як волонтери підрозділам ЗСУ, які перебували у той час в Луганській області, тісно співпрацювали з підрозділами 128-ї, 30-ї бригади, добровольчими та армійськими частинами, які базувалися на північ від Луганська, а також батальйону «Айдар». Так звана «комендатура» в захопленій ОДА не дізналася про співпрацю подружжя з цим українським військовим підрозділом. Інформація про це могла би коштувати фізичного і морального здоров’я, адже батальйон «Айдар» вважався найбільшою загрозою. Під час чергової поїздки на фронт у 2014 році Кононови разом з іншими волонтерами помилково заїхали на ворожий блокпост під Ювілейним (ін. дж. Лутугине). Їх узяли в полон 22 липня, в день звільнення рідного Сєвєродонецька. Тоді Вікторію посадили на шухляду, одягли їй пакет на голову і почали душити, Олександру погрожували пістолетом, а потім били та змушували дивитися на знущання над дружиною. Перші тижні полону її продовжували бити, під час допитів роздягали та катували електрошокером.
19 серпня 2014 року Кононових перевезли до Луганської обласної адміністрації та посадили до підвалу. Подружжя разом пробуло в полоні 98 днів. З них більше 60 - саме при Корнієвському. Вже майже не чіпали, тільки водили на опитування. Все, що відбувалося "на підвалі", відбувалося за наказом Аркадія Корнієвського. Вікторія мала медичну освіту і намагалася психологічного допомагати ув’язненим. Було три етапи їхнього ув’язнення у 2014 році, що загалом тривало більше трьох місяців. В камері було до 16 квадратних метрів, але перебувало в ній десятки осіб. За спогадами Вікторії, доходило інколи до 39 осіб. Згодом жіночу камеру відокремили, однак вихід з неї навіть до коридору комендатура мінімізовувала. Вікторію відправили прибирати в луганській комендатурі. Там вона і побачила синьо-жовтий прапор — великий, гарний, окантований бахромою — лежав біля дверей коменданта Сергія Грачова замість половики, яку шарпали взуттям. Вікторія заховала прапор у підвалі, де перебували полонені.
Кононових звільнили під час обміну полоненими. Вікторія випадково зустріла переговорну групу з товариства ветеранів Афганської війни, коли мила підлогу в одній із будівель де тримали полонених. Військові Віктор Муха та Сергій Шонін пообіцяли і справді допомогли. Зокрема Віка попросила афганців звільнити кримську татарку Гайде Різаєву (лауреатку міжнародної премії «Woman 2024») яка сиділа з чоловіком Кононової в одній камері, та її водія Сергія Захарова. За 10 днів Вікторія та її чоловік вже були вдома. З полону в лігві російських бойовиків в окупованому Луганську  волонтерка зуміла вивезти національний прапор України який зараз знаходиться в Національному музеї історії України.
Після звільнення з полону в особистому житті Кононових почалися проблеми, їхні шляхи розійшлися, тому вони розлучилися.
У грудні 2014 року під час чергової волонтерської поїздки, по дорозі з зони АТО, Вікторія потрапила у ДТП разом з іншими волонтерами, Тарасом Тополею, Сергієм Вусиком (АнтитілА), Русланом Горовим, інцидент стався на трасі Харків - Київ. Четверо волонтерів отримали травми різної тяжкості та були доставлені у хірургічне відділення лікарні у Харківській області, де їм надали медичну допомогу.

Афіша док.фільму Руслана Горового «Укропи Донбасу»

Про діяльність сім'ї Кононових — волонтерів з Луганщини Руслан Горовий зняв документальний фільм «Укропи Донбасу» («The Ukrainian of Donbas»), який показували в понад тридцяти країнах світу.
30 квітня 2016 року волонтерка Вікторія Кононова для підтримки військових АТО, була запрошена на патріотичний квест «Єдине місто – єдина країна» який відбувся в Кременчуці. У грудні того ж року від інфаркту помер кат який знущався над полоненими, враховуючи сім'ю Кононових.
У 2018 році Вікторія зустріла молодшого за себе, та тоді ще одруженого майбутнього чоловіка. У 2019 році Віка з іншими жінками засновницями створили об'єднання українських жінок, які постраждали через сексуальне та гендерно-обумовлене насильство (СГОН) внаслідок збройної агресії росії проти України і мають активну громадянську позицію (01.02.2023 державна реєстрація ГО). З 21 року вона боролася за життя, перенесла чимало операцій. 13 березня 2022 року її колишнього чоловіка, Олександра Кононова, вбили російські окупанти у власному будинку. У 2023 році Вікторія вдруге вийшла заміж і взяла прізвище нового чоловіка - Рей. 1 червня 2023 року на своїй сторінці соціальної мережі Facebook вона написала:
|                | скажіть про мене ви. скажіть, поки я тут. |
| — Вікторія Рей |                                           |

6 січня 2024 року рак підшлункової переміг. Волонтерка Вікторія Рей так і не побачила вільної, цілісної України про яку мріяла та яку відстоювала з 2014 року.

## Спочинок
8 січня 2024 року о 12:45 в місті Київ в ритуальному домі «Омега» відбулось прощання з Вікторією, вона знайшла свій останній спочинок серед мальовничого поля в с.Білогородка, Бучанського району на кладовищі Біле, місце 26 ряд 15 ділянка 4а.

## Нагороди
За значний особистий внесок у державне будівництво, соціально-економічний, науково-технічний, культурно-освітній розвиток України, вагомі трудові здобутки та високий професіоналізм — нагороджена Указом Президента України від 27 червня 2015 року № 367, орденом «За мужність» ІІІ ступеню.
Звернення на нагородження Вікторії Кононової Орденом «За мужність» подавали громадські організації «Солідарність» та «Трибун».